# 島影せい子
島影 せい子（しまかげ せいこ、1949年2月16日 - ）は、日本の元バレーボール選手、プロゴルファー。1972年ミュンヘンオリンピックバレーボール女子銀メダリスト。

## 来歴
山形県酒田市出身。酒田市立酒田中央高等学校を経て、1967年に日本リーグの日立武蔵（当時）に入部。日立武蔵は生沼スミエ、高山鈴江などレギュラーが決まっており、活躍の場を求め1968年の後期日本リーグからニチボー貝塚に移籍した。1970年の世界選手権、1972年のミュンヘンオリンピックでそれぞれ銀メダルを獲得した。
引退後の1977年にゴルフのプロテストに合格し、プロゴルファーに転身。1981年のシンコークラシック女子プロゴルフトーナメントで生涯唯一の優勝を飾っている。
2001年第19回参議院議員通常選挙の比例区に民主党から立候補したが落選。

## 球歴
- 全日本代表としての主な国際大会出場歴
  - オリンピック - 1972年
  - 世界選手権 - 1970年

## 受賞歴
- 1973年 - 第6回日本リーグ サーブ賞

## 所属チーム
- 酒田市立酒田中央高等学校
- 日立武蔵（1967-1968年）
- ニチボー貝塚（1968-1973年）

## ゴルファー成績
- 通算1勝
  - シンコークラシック女子プロゴルフトーナメント（1981年）
- 生涯獲得賞金：9,040,964円

## テレビ出演
- 一枚の写真（1988年6月30日、フジテレビ）に出演。